# 引出金
引出金（ひきだしきん）とは、通常の損益によらない資本金の増減を記録するための、評価勘定に分類される勘定科目である。換言すると、引出金は資本金のマイナスを表す勘定科目である。
個人企業主による、企業の現金や商品を私的に使用したときに用いられ、決算時に資本金勘定（元入金）へ振り替えられる。
「引出金」に代えて「事業主貸」を用いることがある。それに合わせて、事業用の預金に利息が発生した場合等は「事業主借」が用いられる。いずれも決算をもって「元入金」で精算される。

## 註記
1. ↑  事業主貸と事業主借の違いとは？BIZ KARTE （マネーフォワード）